# Helmut Peukert
Helmut Peukert (* 12. Dezember 1934 in Gablonz an der Neiße, Tschechoslowakei) ist ein deutscher Pädagoge und Theologe und emeritierter Professor für Systematische Erziehungswissenschaft an der Universität Hamburg.

## Leben
Helmut Peukert studierte katholische Theologie, Philosophie, Psychologie und Erziehungswissenschaft an den Universitäten Tübingen, München, Innsbruck und Münster. Sein theologischer Lehrer war Karl Rahner. Peukert war Assistent von Johann Baptist Metz, bei dem er 1976 an der Universität Münster mit einer Arbeit zur Wissenschaftstheorie der Theologie promoviert wurde. Die Dissertation, an der Peukert elf Jahre lang gearbeitet hatte, erschien unter dem Titel Wissenschaftstheorie – Handlungstheorie – Fundamentale Theologie. Analysen zu Ansatz und Status theologischer Theoriebildung.
Von 1973 bis 1978 lehrte Peukert als Akademischer Rat für katholische Theologie und von 1978 bis 1986 als Akademischer Rat für Erziehungswissenschaft an der Universität Münster. 1986 habilitierte er sich mit einer Untersuchung über „Bildung und Vernunft“ in Erziehungswissenschaft an der Universität Münster. Von 1986 bis 1999 war Peukert Professor für Systematische Erziehungswissenschaft an der Universität Hamburg. 1995 lehrte er als Gastprofessor für „Philosophy of Education“ an der Columbia University in New York.

## Schriften
- (Hrsg.): Diskussion zur „politischen Theologie“. Grünewald, Mainz u. Kaiser, München 1969
  - Italienische Ausgabe: Dibattito sulla “teologia politica”. Brescia 1971
- Wissenschaftstheorie – Handlungstheorie – Fundamentale Theologie. Analysen zu Ansatz und Status theologischer Theoriebildung. Patmos, Düsseldorf 1976, ISBN 978-3-4917-7514-5.
  - Neuauflage: Wissenschaftstheorie – Handlungstheorie – Fundamentale Theologie. Analysen zu Ansatz und Status theologischer Theoriebildung. Mit einem Vorwort. Suhrkamp, Frankfurt am Main 1978, ISBN 978-3-518-07831-0, 2. Auflage 1988, 3. Auflage 2009 (Nachwort zur dritten Auflage 2009, S. 357–400)
  - Englische Ausgabe: Science, Action, and Fundamental Theology. Toward a Theology of Communicative Action. Cambridge MA 1984, 2. Auflage 1986
  - Spanische Ausgabe: Teoría de la ciencia y teología fundamental. Análisis del enfoque y de la naturaleza de la formación de la teoría teológica, Barcelona 2000
- Fundamentaltheologie. In: Peter Eicher (Hrsg.): Neues Handbuch theologischer Grundbegriffe. Band 2. Kösel, München 1984, S. 16–25.
- mit Jürgen Oelkers, Jörg Ruhloff (Hrsg.): Öffentlichkeit und Bildung in erziehungsphilosophischer Sicht. Köln 1989.
- mit Hans Scheuerl (Hrsg.): Wilhelm Flitner und die Frage nach einer allgemeinen Erziehungswissenschaft im 20. Jahrhundert. (ZP.B 26), Weinheim / Basel 1991.
  - Neuausgabe: Ortsbestimmung der Erziehungswissenschaft. Wilhelm Flitner und die Frage nach einer allgemeinen Erziehungswissenschaft im 20. Jahrhundert. Weinheim / Basel 1992.
- mit Käte Meyer-Drawe, Jörg Ruhloff (Hrsg.): Pädagogik und Ethik. Beiträge zu einer zweiten Reflexion. Deutscher Studien Verlag, Weinheim 1992.
- mit Lutz Koch, Winfried Marotzki (Hrsg.): Revision der Moderne? Beiträge zu einem Gespräch zwischen Pädagogik und Philosophie. Deutscher Studien Verlag, Weinheim 1993.
- mit Lutz Koch, Winfried Marotzki (Hrsg.): Pädagogik und Ästhetik. Deutscher Studien Verlag, Weinheim 1994.
- mit Edmund Arens, Jürgen Mittelstraß, Markus Ries: Geistesgegenwärtig. Zur Zukunft universitärer Bildung. Edition Exodus, Luzern 2003, ISBN 3-905577-59-3.
- Bildung in gesellschaftlicher Transformation. Hrsg. von Ottmar John, Norbert Mette. Schöningh, Paderborn 2015, ISBN 978-3-506-78106-2.[3]